# Clérey-sur-Brenon
Clérey-sur-Brenon é uma comuna francesa na região administrativa de Grande Leste, no departamento de Meurthe-et-Moselle. Estende-se por uma área de 4,42 km². Em 2010 a comuna tinha 65 habitantes (densidade: 14,7 hab./km²).